# .mz
.mz és el domini territorial de primer nivell (ccTLD) de Moçambic. Els registres són a tercer nivell sota els següents dominis de segon nivell: adv.mz, ac.mz, co.mz, org.mz, gov.mz i edu.mz.